# Leuchtturm von Portocolom

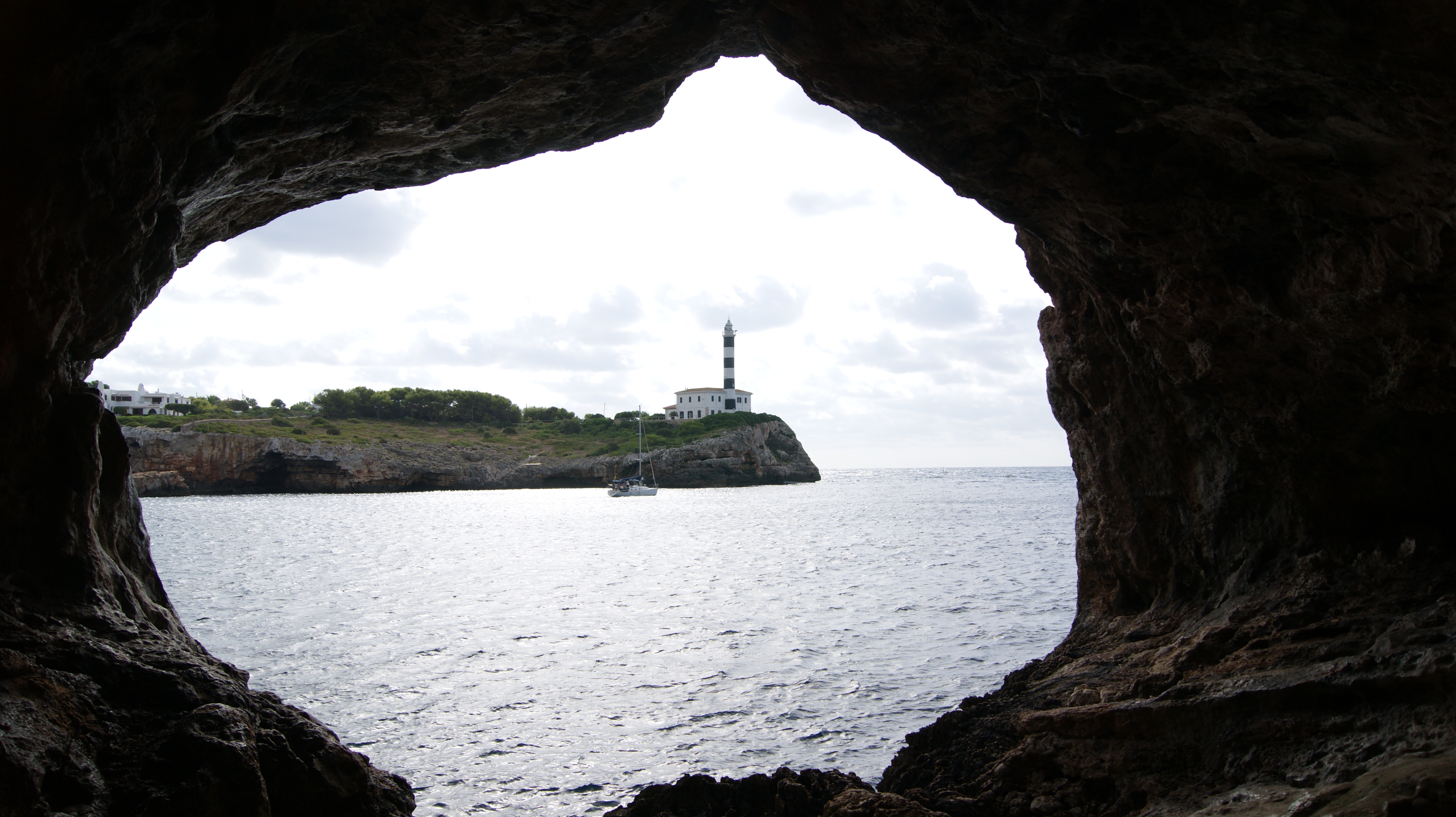
Leuchtturm von Portocolom (2017)

Der Leuchtturm von Portocolom (katalanisch Far de Portocolom; spanisch Faro de Porto Colom) ist ein aktives, der Schifffahrt als Navigationsfestpunkt, Landmarke und Wegweiser dienendes Seezeichen bei der Hafeneinfahrt nach Portocolom an der Ostküste der spanischen Baleareninsel Mallorca. Der Leuchtturm ist 25 Meter hoch und im Gesamten 42 Meter über dem Meeresspiegel. Die Nenntragweite des Lichtes beträgt etwa 20 Seemeilen. Das Leuchtfeuer wirft Gruppen von 2 Lichtblitzen alle 10 Sekunden aus und bestrahlt den Sektor von 207 bis 006°.

## Geschichte
Der Bau dieses Leuchtturms war im Plan General de Balizamiento de las Costas y Puertos de España (etwa dt.: Generalplan der Leuchtfeuer der Küsten und Häfen von Spanien) enthalten und wurde 1861 unter Leitung des spanischen Ingenieurs Emili Pou y Bonet erbaut. 1918 wurde der Turm um 6,5 Meter erhöht, um eine größere Reichweite zu erzielen, und die Lichtquelle wurde durch eine effizientere ausgetauscht. 1965 wurde die Lichtquelle durch ein elektrisches Lichtsignal ausgetauscht, die alte Optik des Leuchtturms Tramuntana auf der Insel Sa Dragonera hierher eingebaut und der Turm um weitere 10 Meter erhöht. Der Leuchtturm ist seither weiß mit vier schwarzen Querstreifen bemalt.

## Sonstiges
Der Leuchtturm steht auf einer Steilwand und ist mit dem zweigeschossigen Betriebsgebäude im unteren Teil zur Hälfte fest verbunden. Zum Leuchtturm führt die Straße MA-4060 (Katalanisch: Carrer del Far – dt.: Leuchtturmstraße). Der schwarzweiße zylindrische Turmschaft verjüngt sich nach oben hin und weist einen umlaufenden Balkon auf. Die Spitze bildet die Laterne mit einer metallenen Kuppel.
Der Leuchtturm steht der Öffentlichkeit nicht für Besichtigungen zur Verfügung. Er ist auch nicht mehr bewohnt. Die Funktion des Leuchtfeuers wurde vollständig automatisiert.
Die ARLHS-Kennung lautet BAL-055, national wird er unter der Nummer ES-33610 geführt, international unter E0310.